# Joseph Gontrand Décoste
Joseph Gontrand Décoste SJ (* 24. April 1957 in Saint-Jean-du-Sud) ist ein haitianischer Geistlicher und Bischof von Jérémie.

## Leben
Joseph Gontrand Décoste empfing am 1. Juli 1984 die Priesterweihe, trat der Ordensgemeinschaft der Jesuiten bei und legte 1998 die Profess ab.
Papst Benedikt XVI. ernannte ihn am 6. August 2009 zum Bischof von Jérémie.
Die Bischofsweihe spendete ihm der Erzbischof von Port-au-Prince, Joseph Serge Miot, am 18. Oktober desselben Jahres; Mitkonsekratoren waren Bernardito Cleopas Auza, Apostolischer Nuntius in Haiti, und Pierre-André Dumas, Bischof von Anse-à-Veau et Miragoâne. Bis 2021 war er Generalsekretär der haitianischen Bischofskonferenz (Conférence Épiscopale d’Haïti).